# Oxyura maccoa
Oxyura maccoa е вид птица от семейство Патицови (Anatidae). Видът е почти застрашен от изчезване.

## Разпространение
Разпространен е в Ангола, Ботсвана, Демократична република Конго, Еритрея, Етиопия, Кения, Лесото, Намибия, Руанда, Южна Африка, Танзания, Уганда и Зимбабве.